# Чилало
Чилало-Тэрара — потухший вулкан в Эфиопии. Находится на юго-востоке Эфиопии на восточной окраине Эфиопского пролома. Высота горы 4070 метров (по другим данным 4140), она возвышается более чем 1500 метров от верхней части плато.
Последний раз извергался в плейстоцене.